# Alligatoridae
Gli alligatoridi (Alligatoridae Gray, 1844) sono una famiglia di rettili appartenente all'ordine Crocodylia, noti come alligatori e caimani, attualmente rappresentati da varie specie viventi nelle Americhe e una specie presente in Cina. Il nome deriva dallo spagnolo el lagarto (= la lucertola), attraverso l'inglese alligator.

## Caratteristiche
Gli alligatori differiscono dai coccodrilli soprattutto per la testa, più larga e corta, con un muso più ottuso; in questo gruppo, il quarto grande dente sulla mandibola viene riposto in una fossa formata nella mascella superiore appositamente per accoglierlo. Altre caratteristiche riguardano le zampe, meno palmate che nei coccodrilli, e una particolare intolleranza alla salinità: i coccodrilli infatti possono sopportare meglio l'acqua di mare grazie a ghiandole specializzate per il filtraggio del sale.

## Evoluzione
Gli alligatori si sono evoluti verso la fine del Mesozoico, e alcune forme primitive si rinvengono negli strati del Cretaceo superiore (circa 70 milioni di anni fa) in Europa. In questo continente scomparvero solo nel Pliocene (circa 5 milioni di anni fa). Anche in Nordamerica erano già diffusi verso la fine del Cretaceo, e diedero vita a una moltitudine di forme di varie dimensioni. Nel corso del Cenozoico gli alligatori raggiunsero il Sudamerica dove si svilupparono in specie giganti (ad esempio Purussaurus e Mourasuchus), poi estintesi.

## Alligatori e caimani
Solo due specie di alligatori propriamente detti sono presenti tuttora: l'alligatore americano (Alligator mississippiensis), presente nel Sud-Est degli Stati Uniti e lungo circa 4 metri, e il piccolo alligatore cinese (Alligator sinensis), caratteristico del fiume Yangtze in Cina.
In America centrale e meridionale, la famiglia degli alligatori è rappresentata dai caimani, che differiscono dagli alligatori propriamente detti per l'assenza di un setto nasale osseo; l'armatura ventrale, inoltre, è composta da scudi ossei che si sovrappongono, ognuno dei quali è formato da due parti unite da una sutura. Si riconoscono tre generi di caimani: Caiman, Paleosuchus e Melanosuchus; alcuni studiosi, però, radunano tutte le specie nel solo genere Caiman. Il caimano dagli occhiali (Caiman crocodilus) ha la distribuzione più ampia, dal Messico meridionale alla parte settentrionale dell'Argentina, e supera di poco i due metri di lunghezza. Il caimano più grande, il raro caimano nero (Melanosuchus niger), tocca i sei metri di lunghezza. Questo animale, insieme con l'alligatore americano, è l'unico ad essere un effettivo pericolo per l'uomo.
Nonostante i caimani non siano stati studiati approfonditamente, si è scoperto che i loro cicli riproduttivi sono collegati ai cicli delle piogge e dei livelli dei fiumi; questo per accrescere le possibilità di sopravvivenza della propria prole. Ricerche ed esperimenti sulle uova di alligatore sembrano invece confermare la teoria per cui la determinazione del sesso nei rettili dipenderebbe dalla temperatura di incubazione delle uova, anche se il meccanismo non è ancora chiaro.

## Tassonomia
- Superfamiglia Alligatoroidea
  - Famiglia Alligatoridae
    - Sottofamiglia Alligatorinae
      - Genere † Albertochampsa
      - Genere Alligator
        - † Alligator mcgrewi
        - † Alligator mefferdi

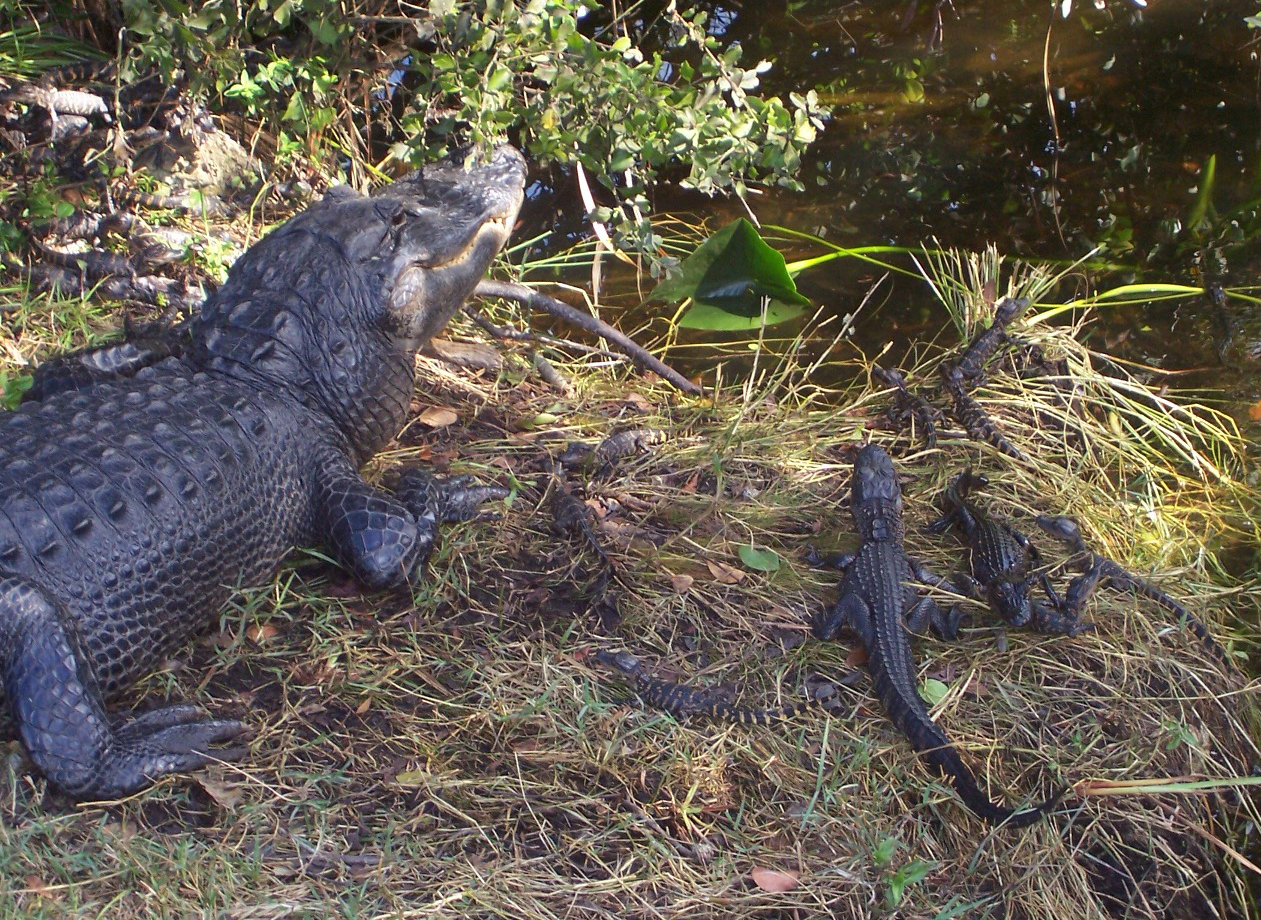
Un nido di alligatore nel Parco nazionale delle Everglades, Florida, USA

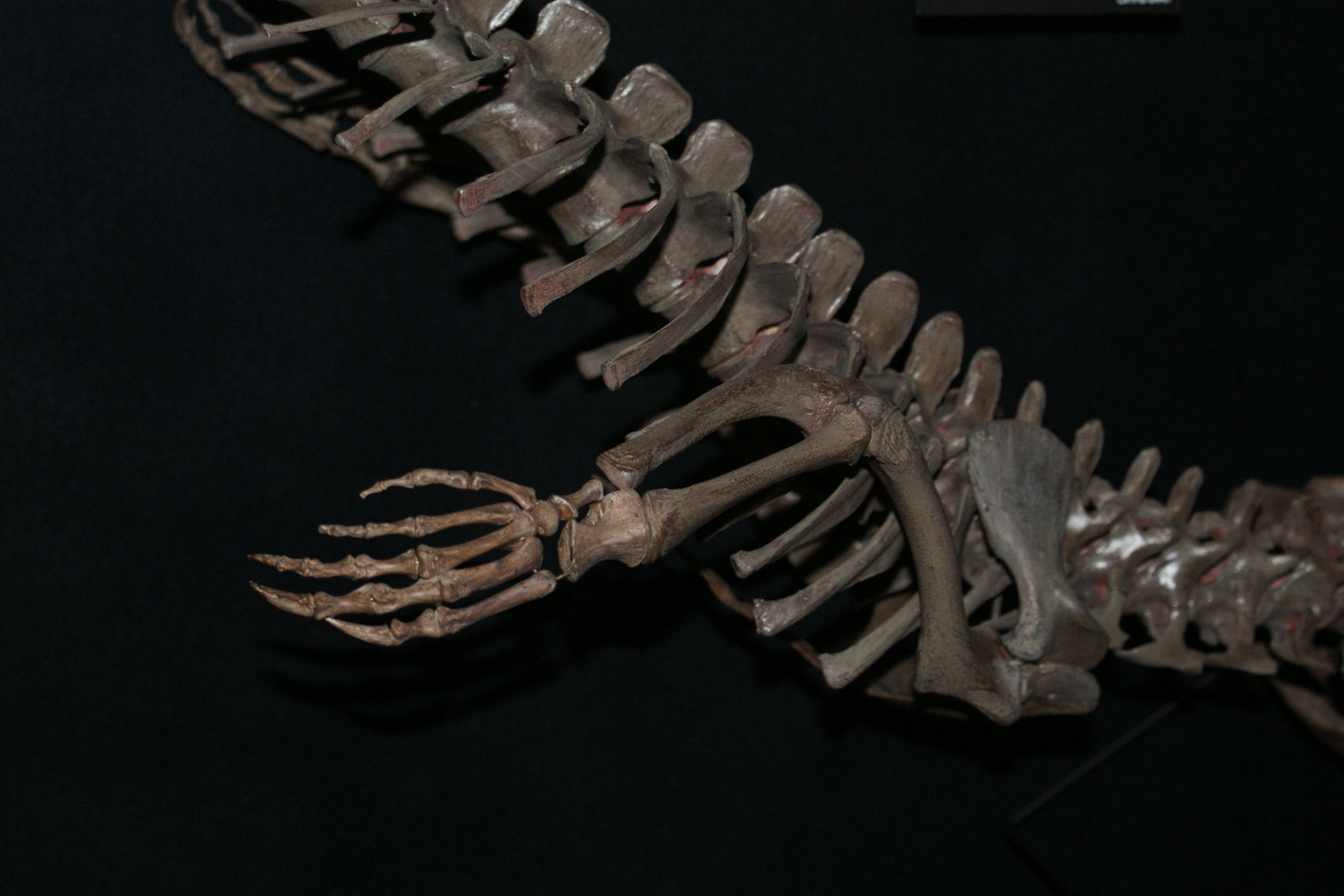
Arti posteriori A. olseni

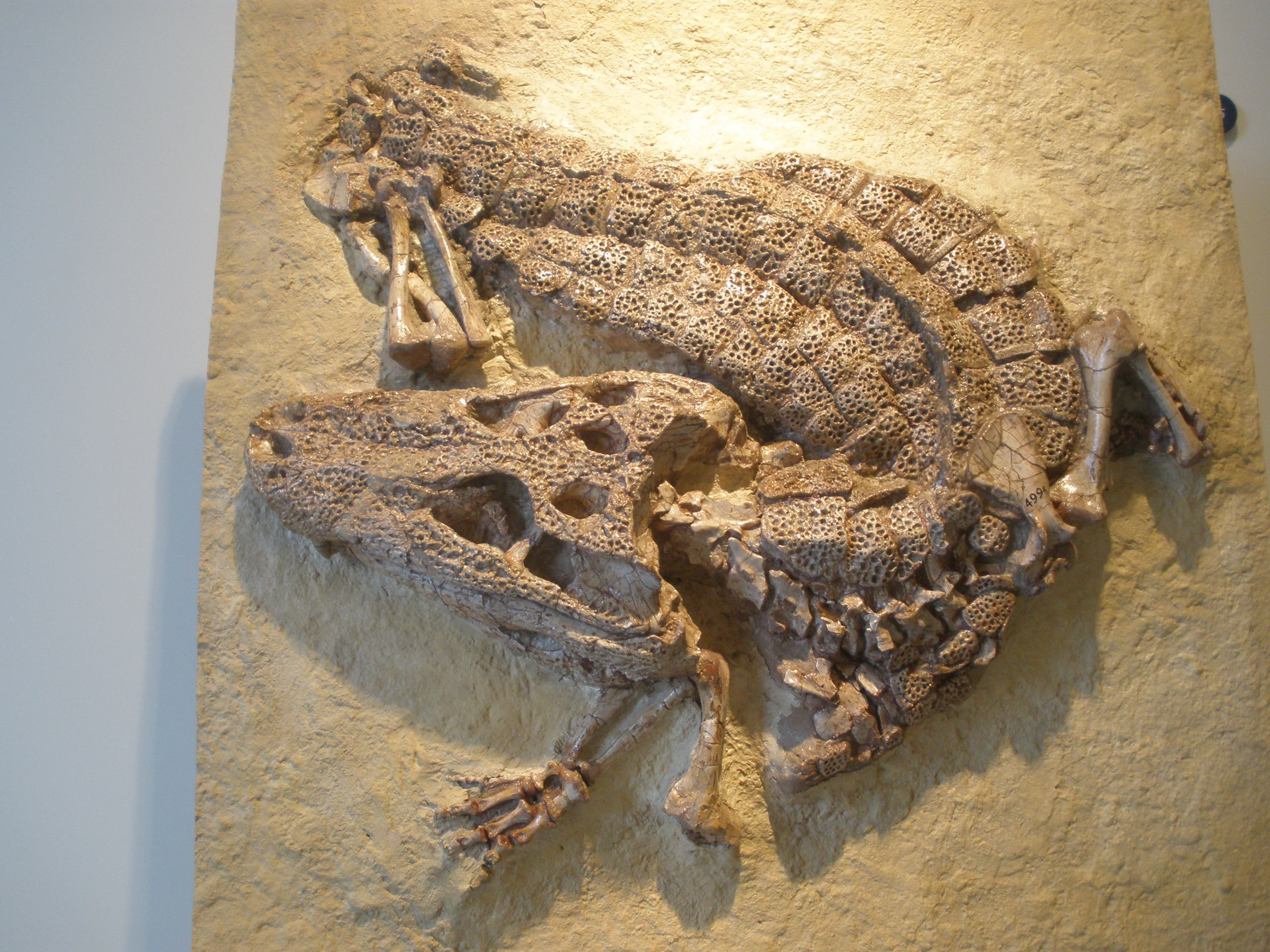
Fossile di Alligator prenasalis

        - Alligatore del Mississippi, Alligator mississippiensis
        - † Alligator olseni
        - † Alligator prenasalis
        - Alligatore cinese, Alligator sinensis 

      - Genere † Allognathosuchus
      - Genere † Arambourgia
      - Genere † Ceratosuchus
      - Genere † Chrysochampsa
      - Genere † Eoalligator
      - Genere † Hassiacosuchus
      - Genere † Hispanochampsa
      - Genere † Krabisuchus
      - Genere † Navajosuchus
      - Genere † Procaimanoidea
      - Genere † Wannaganosuchus

    - Sottofamiglia Caimaninae
      - Genere Caiman
        - Caimano jacarè, Caiman yacare
        - Caimano dagli occhiali, Caiman crocodilus 
          - Caimano di Rio Apaporis, C. c. apaporiensis 
          - Caimano bruno, C. c. fuscus

        - Caimano dal muso largo, Caiman latirostris 
        - † Caiman lutescans

      - Genere Melanosuchus
        - † Melanosuchus fisheri
        - Caimano nero, Melanosuchus niger

      - Genere † Eocaiman
      - Genere † Mourasuchus
      - Genere † Necrosuchus
      - Genere † Orthogenysuchus
      - Genere Paleosuchus
        - Caimano nano di Cuvier, Paleosuchus palpebrosus
        - Caimano nano di Schneider, Paleosuchus trigonatus

      - Genere † Purussaurus

## Aspetti culturali
El hombre caiman (L'uomo caimano) è una leggenda diffusa nella costa settentrionale della Colombia.
Una leggenda urbana narra che nelle fogne di molte città, come New York vivono alligatori adulti. Secondo una versione della storia, la gente comprerebbe piccoli alligatori dopo aver visitato la Florida o altri posti dove vivono questi animali, e se ne sbarazzerebbe attraverso lo scarico del wc quando gli alligatori iniziano a crescere troppo. Ma, in realtà, gli alligatori non potrebbero sopravvivere anche solo per l'assenza dei raggi UV del sole. Piccoli alligatori e caimani, in ogni caso, sono stati rinvenuti nei laghi del nord degli Stati Uniti. Questo tipo di leggende ha ispirato film come Alligator e Lake Placid.
Nel 1962 Hanna e Barbera realizzarono una serie di cartoni animati il cui protagonista era un alligatore pasticcione ma di buon carattere, Wally Gator.

## Gastronomia
La carne di alligatore viene preparata e degustata in diverse zone di USA e Messico.